# كونغسبرغ
كونغسبرغ ((بالنرويجية: Kongsberg)‏؛ ) هي بلدة وبلدية في مقاطعة فيكن، النرويج. تأسست في عام 1624 من قبل الملك الدنماركي النرويجي كريستيان الرابع. تضم كونغسبرج أحد فروع الحرم الجامعي لجامعة جنوب شرق النرويج.

## معرض صور

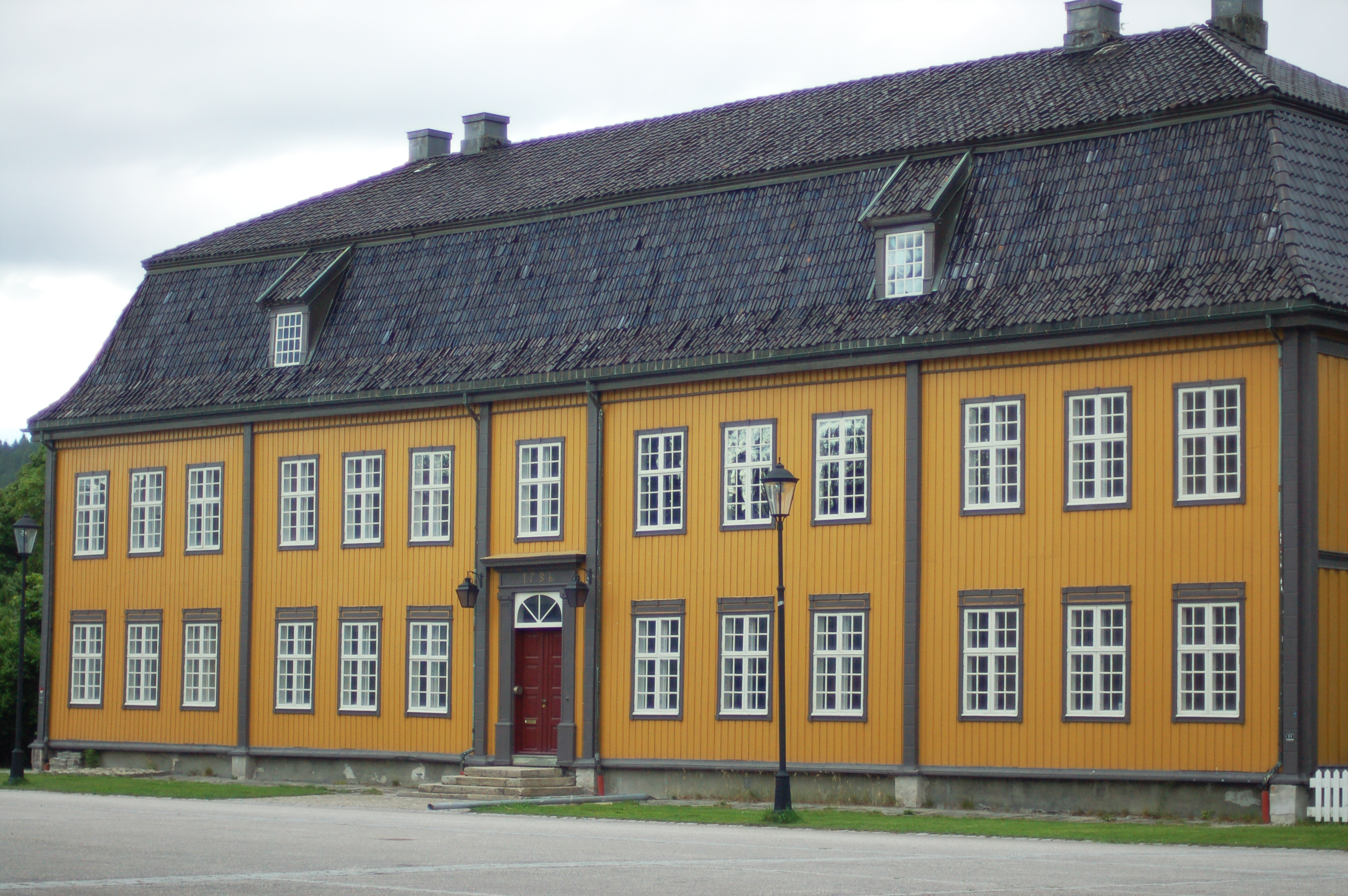
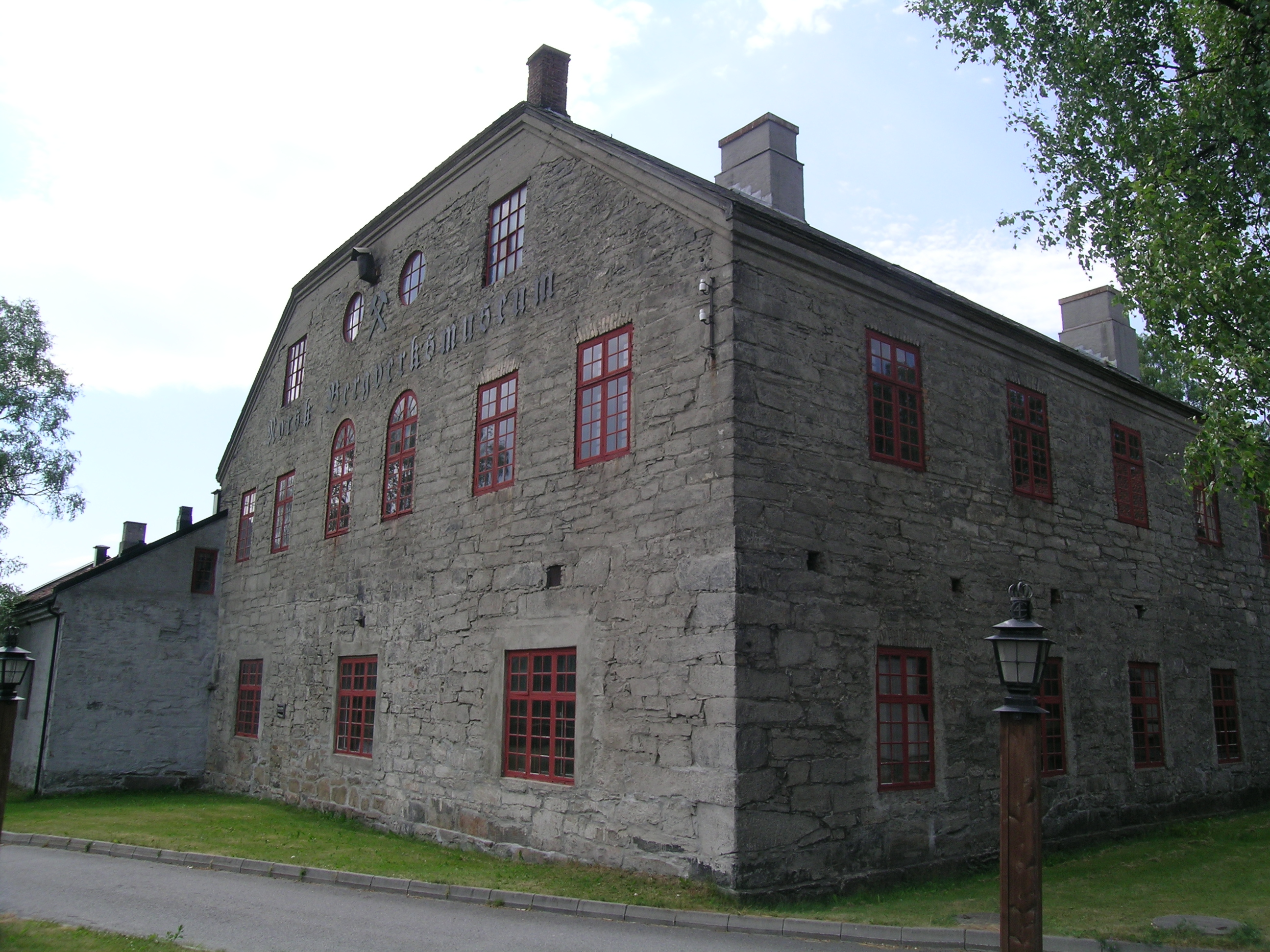
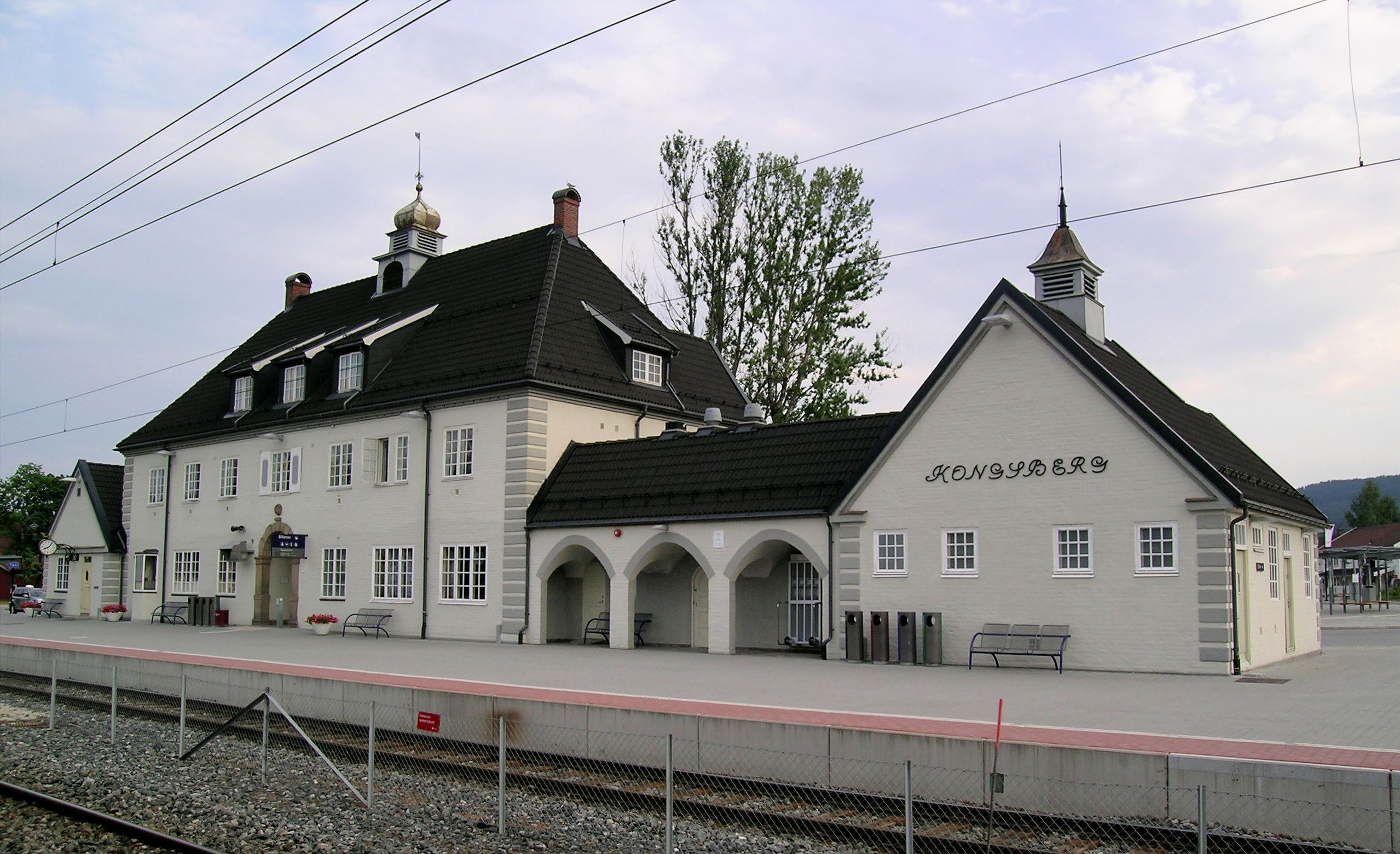
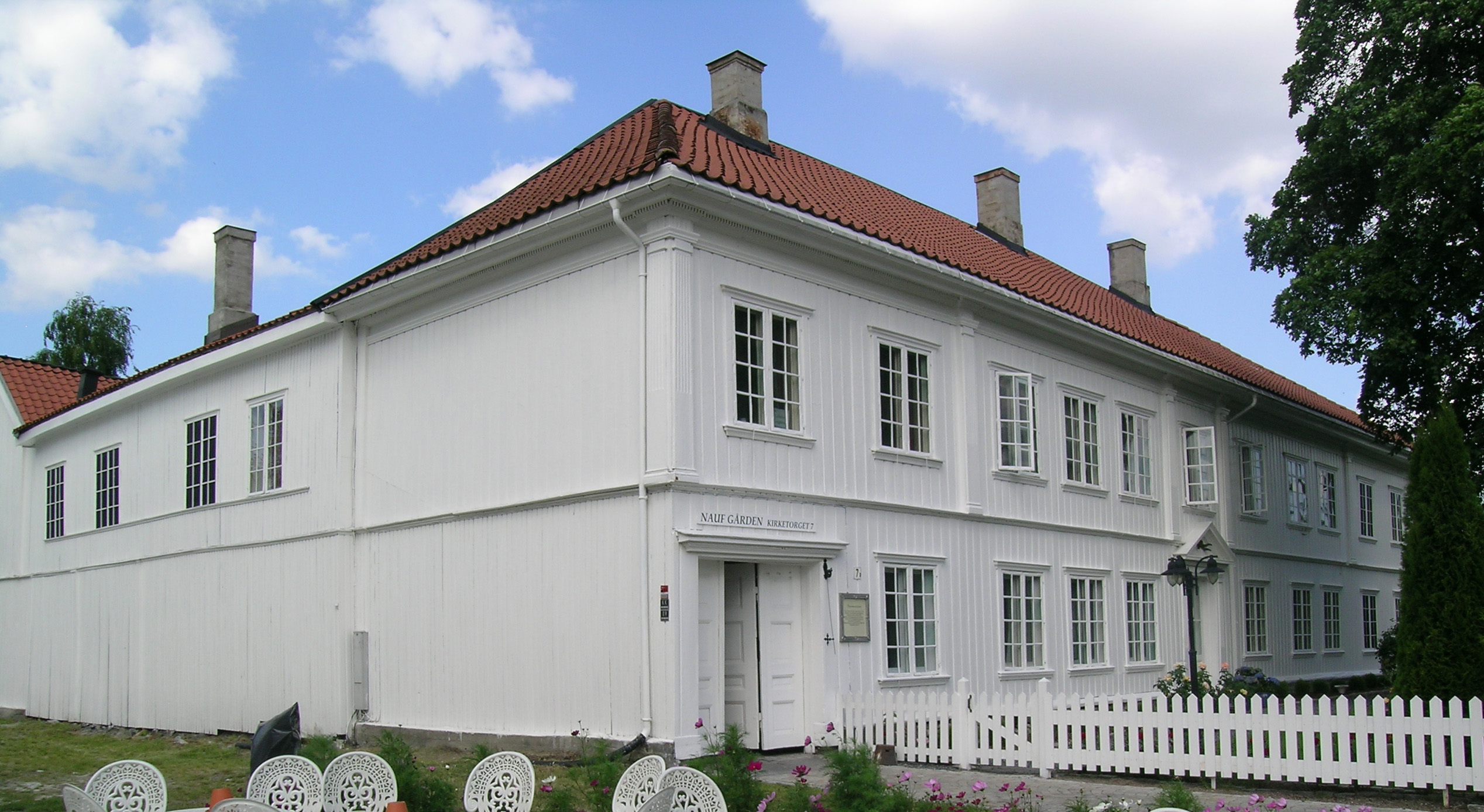
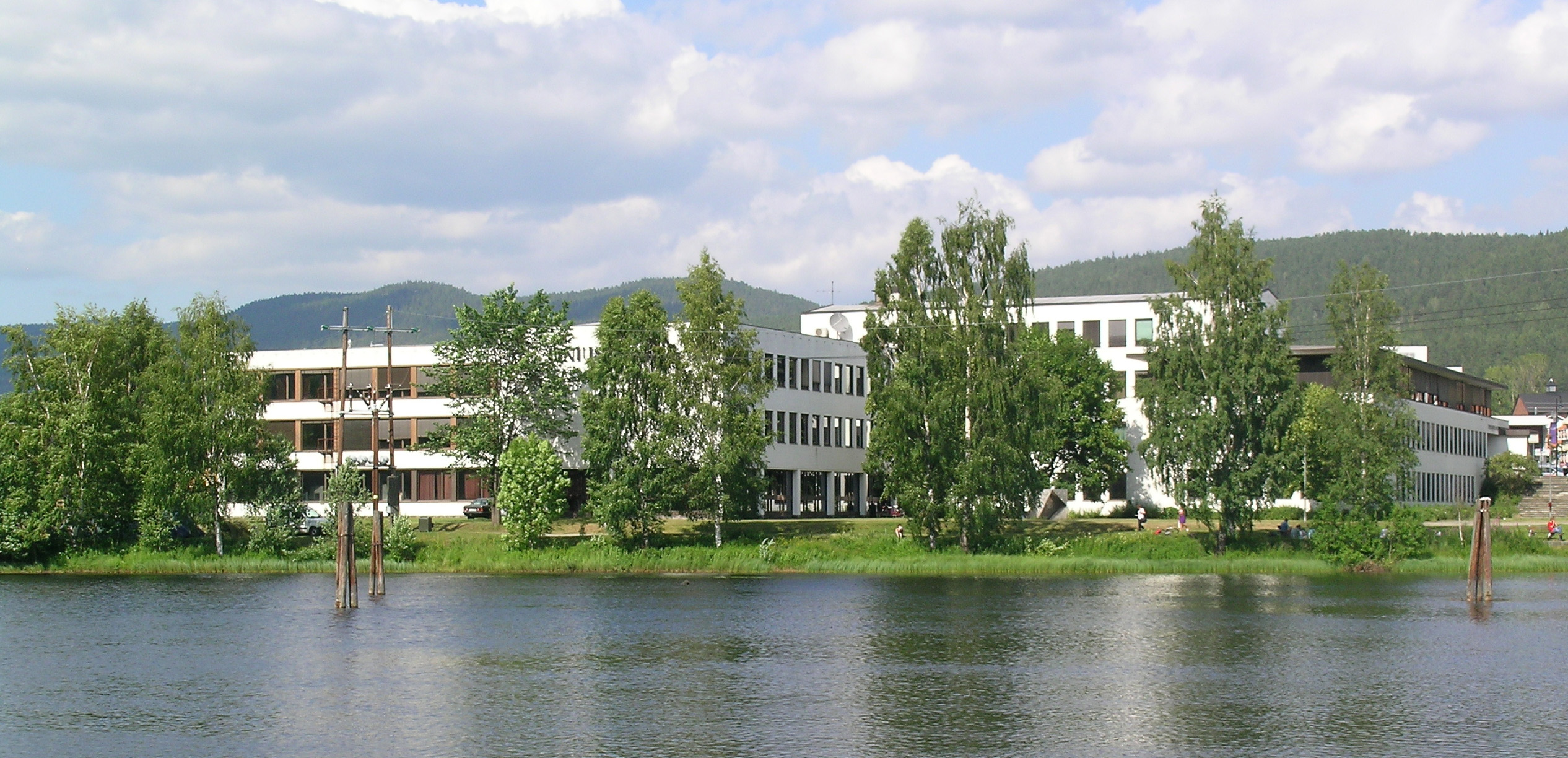

## توأمة
لكونغسبرغ اتفاقيات توأمة مع كل من:
- إسبو
- خاودا
- Kristianstad Municipality [الإنجليزية]‏
- تشيتوزي (31 أغسطس 1988 - )

## أعلام
- تيرنس أوجليسبي
- باول إرنست ويلهلم هارتمان
- هافدان كليف
- كنوت بوين
- أسبغورن رود
- بيرغر رود
- أوقست كريستيان باومان